# Dactylopodola mesotyphle
Dactylopodola mesotyphle är en djurart som tillhör fylumet bukhårsdjur, och som beskrevs av Hummon, Todaro, Tongiorgi och Francesco Balsamo 1998. Dactylopodola mesotyphle ingår i släktet Dactylopodola och familjen Dactylopodolidae. Inga underarter finns listade i Catalogue of Life.